# Stout Spur
Lo Stout Spur (in lingua inglese: Sperone Stout) è uno sperone roccioso a forma di coltello che si estende dal fianco settentrionale della Mackin Table, 6 km a est del Monte Campleman, nel Patuxent Range dei Monti Pensacola, in Antartide. 
Lo sperone è stato mappato dall'United States Geological Survey (USGS) sulla base di rilevazioni e foto aeree scattate dalla U.S. Navy nel periodo 1956-66.
La denominazione è stata assegnata dall'Advisory Committee on Antarctic Names (US-ACAN), in onore di Dennis K. Stout, operatore radio presso la Stazione Palmer durante l'inverno 1967.